# Krezip
I Krezip sono stati un gruppo musicale pop rock olandese attivo dal 1997 al 2009 e originario di Tilburg.

## Formazione
- Jaqueline Govaert - voce, piano (1997-2009)
- Annelies Kuijsters - tastiere, synth, voce (2001-2009), chitarra (1997-2001)
- Anne Govaert - chitarra, cori (1997-2009)
- Jan Peter Hoekstra - chitarra, cori (2004-2009)
- Joost van Haren - basso (1997-2009)
- Bram van den Berg - batteria (2005-2009)
- Thomas Holthuis - chitarra (2001-2003)
- Thijs Romeijn - batteria (1997-2004)

## Discografia

### Album in studio
- 1999 - Run Around
- 2000 - Nothing Les
- 2002 - Days Like This
- 2003 - That'll Be Unplugged
- 2005 - What Are You Waiting For?
- 2007 - Plug It In
- 2009 - Sweet Goodbye

### Raccolte
- 2008 - Best Of